# Малое Малыгино
Малое Малыгино — упразднённое село в Парфеньевском муниципальном округе Костромской области России. Исключено из учётных данных в 2024 году.
До 2021 года входило в состав Парфеньевского сельского поселения.

## География
Находится в центральной части Костромской области приблизительно в 1 км по прямой на северо-восток от центра района села Парфеньево.

## История
В период существования Костромской губернии село относилось к Кологривскому уезду. В 1907 году здесь (тогда село Малое) было учтено 8 дворов. До 2021 года село входило в состав Парфеньевского сельского поселения.

## Население
| 2008 | 2010 | 2014 |
| ---- | ---- | ---- |
| 0    | →0   | →0   |

Постоянное население составляло 43 человека (1897), 43 (1907), 0 как в 2002 году, так и в 2022.